# Балакирево (станция)
Бала́кирево — железнодорожная станция Северной железной дороги на участке Москва-Пассажирская-Ярославская — Ярославль-Главный Транссиба. Расположена в одноимённом посёлке Александровского района Владимирской области. По объёму работы отнесена к 4 классу. 
Самая дальняя станция пригородных поездов от Ярославского вокзала Москвы. На ней останавливаются поезда по Москва — Балакирево. Первая станция Северной железной дороги на линии при движении от Москвы, предыдущая станция Александров Московской железной дороги, последняя — во Владимирской области (следующая станция Берендеево в Ярославской области).

## Описание
Всего на станции пять транзитных путей. Три пассажирские платформы для пригородных поездов: островная низкая, боковая низкая (западная) и боковая высокая (южная). Высокая используется для поездов из Москвы.
Движение от станции возможно: на юго-запад на Александров и далее на Москву-Ярославскую и на северо-восток на Ростов-Ярославский и далее на Ярославль-Главный.
Работают пригородные поезда маршрутов:
- Москва-Ярославская — Балакирево (из Москвы 1 поезд, в Москву 2 поезда; плюс 1 пара по выходным),

- Александров — Ярославль-Главный (— Депо) (туда 4 поезда, 3 из них с заездом на Московский вокзал Ярославля, 1 на одну остановку далее до Депо; обратно 3 поезда, 2 из них с заездом на Ярославль),
- Ростов-Ярославский — Александров (1 поезд).

Ближайшая узловая станция в сторону Москвы: Александров перегоном южнее, на которой можно сделать пересадку на частые пригородные поезда до Москвы (20-22 в сутки), а также на электропоезда Большого кольца Московской железной дороги на Киржач, Орехово-Зуево, Куровскую, Костино, Поварово III.